# Paphiopedilum superbiens
Paphiopedilum superbiens là một loài lan đặc hữu của miền bắc và miền tây Sumatra.

## Hình ảnh

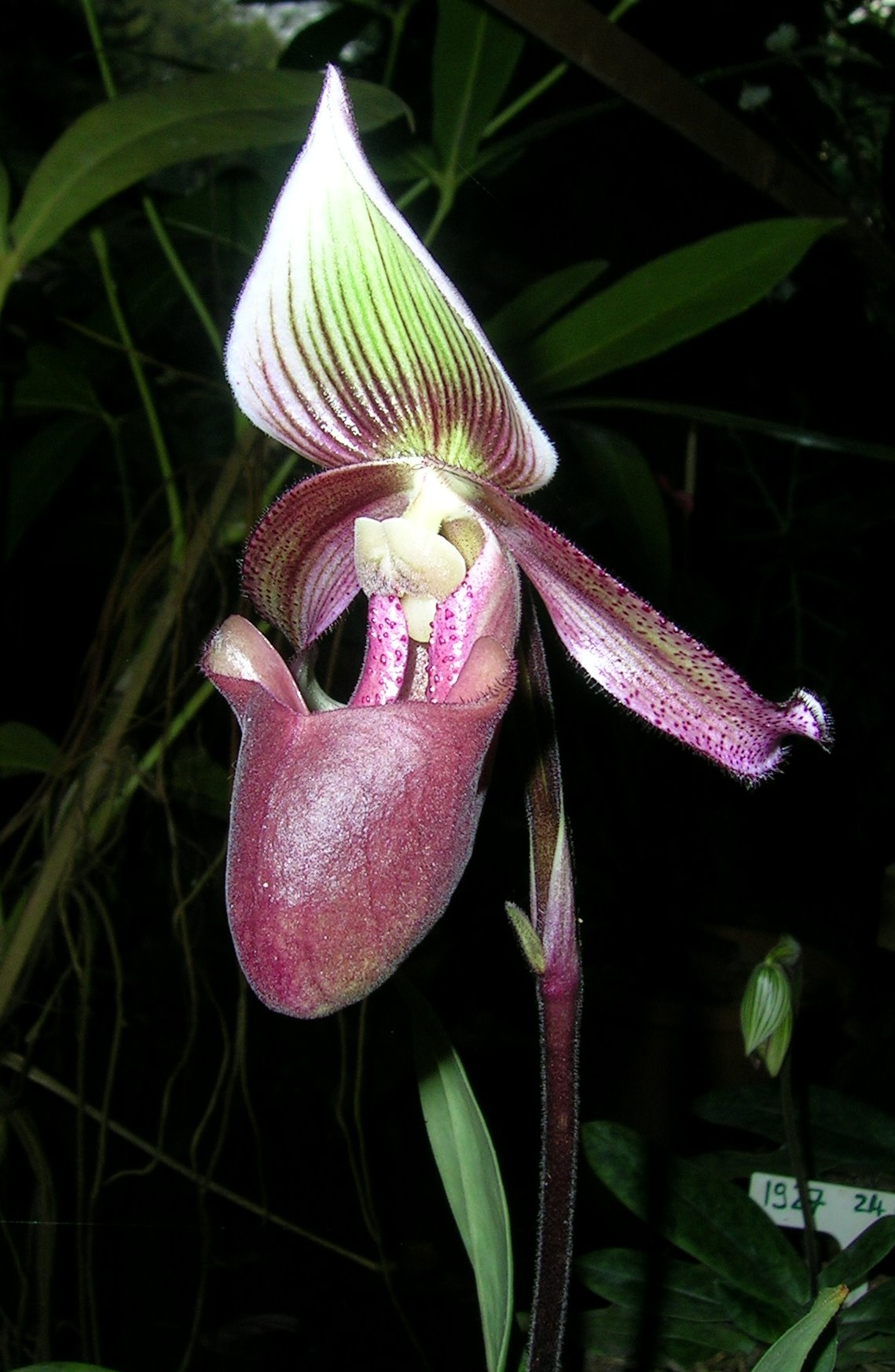
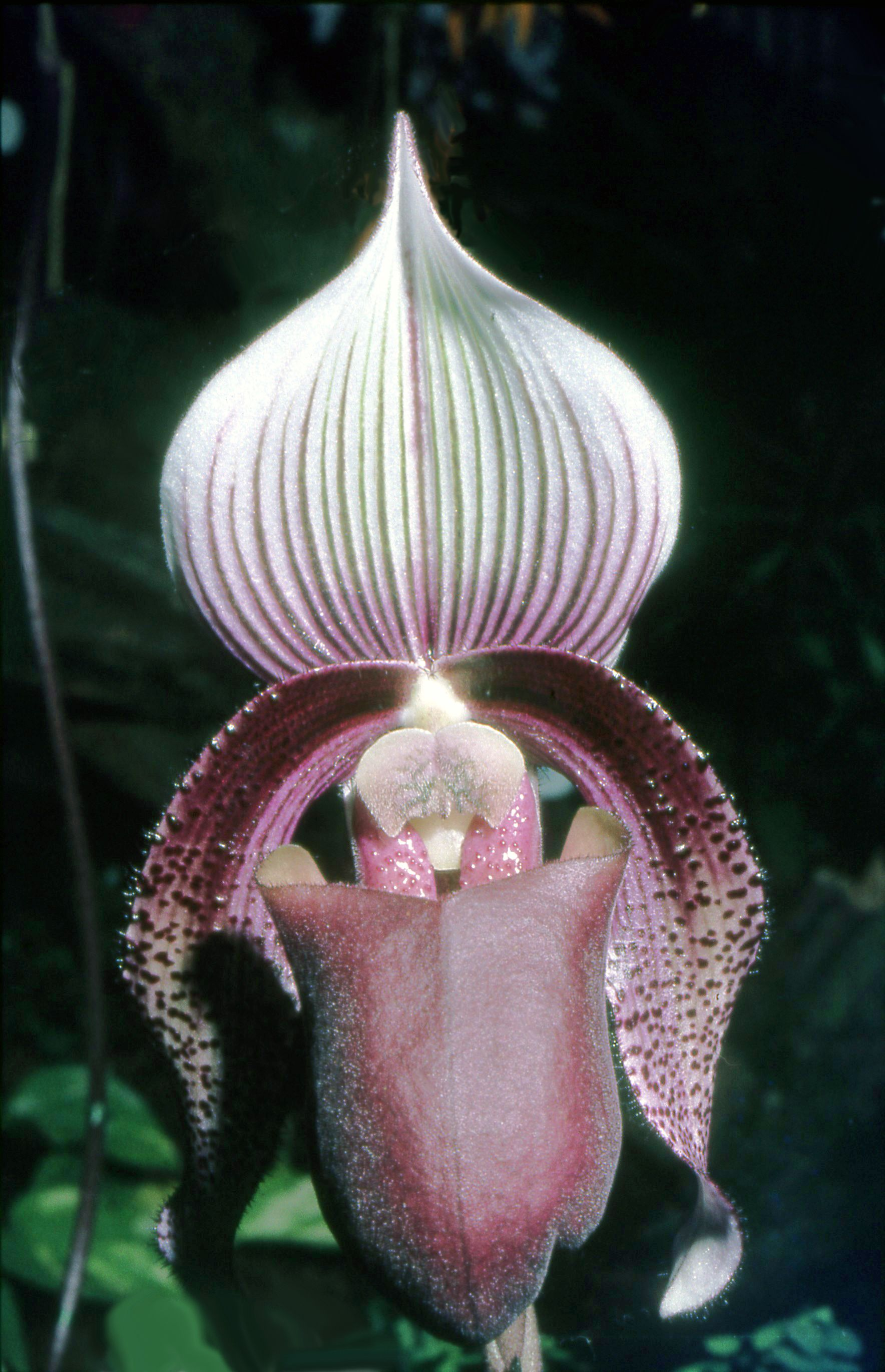
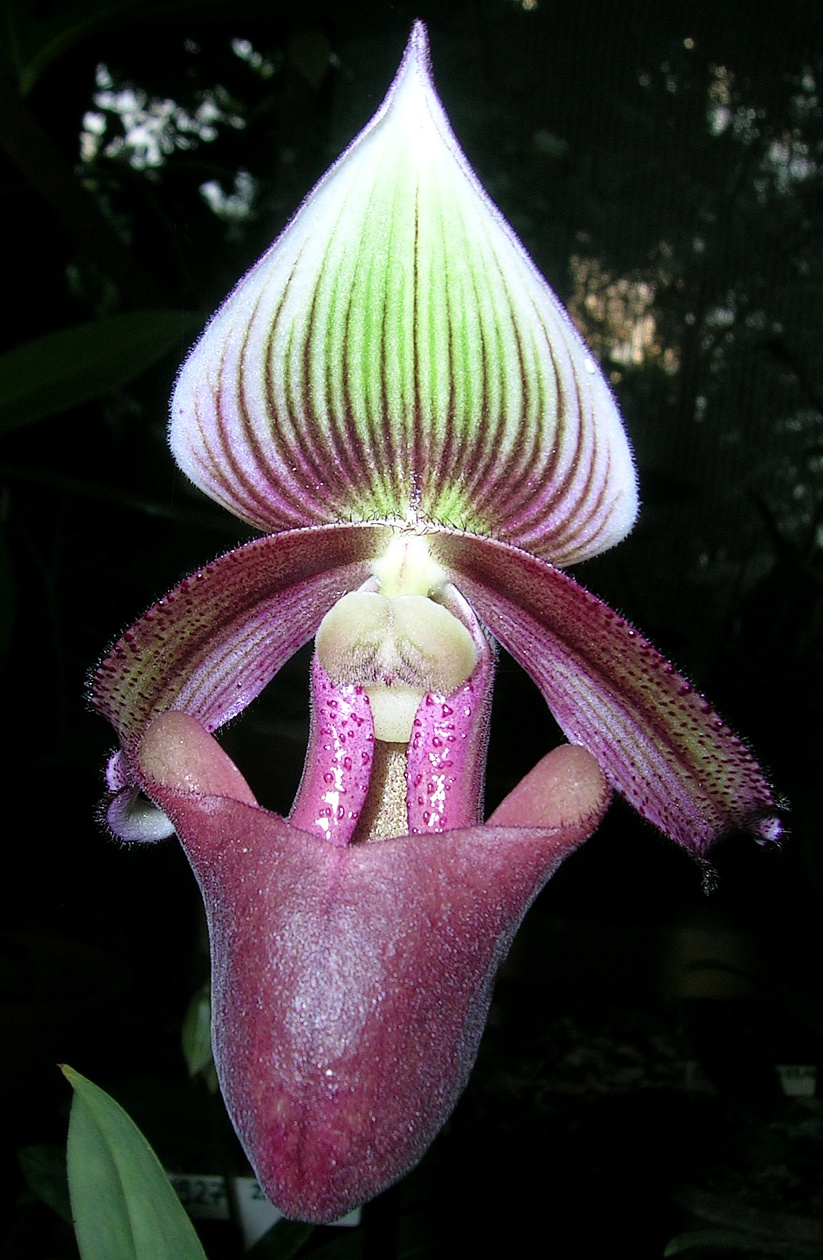
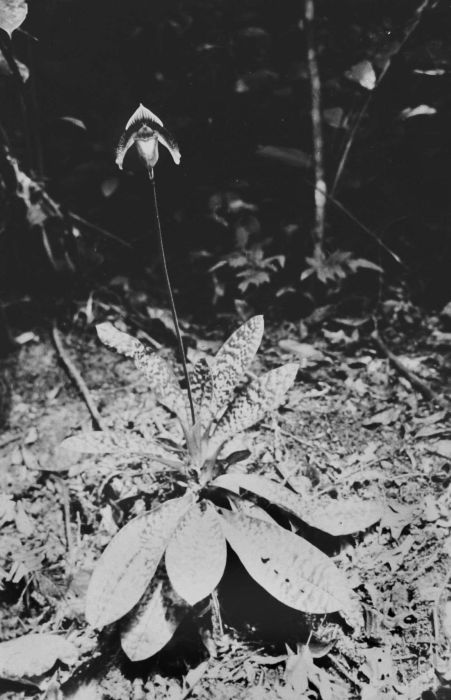